# Ян Цзенсінь
Ян Цзенсінь (кит. трад.: 楊增新; спрощ.: 杨增新; піньїнь: Yáng Zēngxīn; Вейд-Джайлз: Yang Tseng-hsin; 1864–1928) — китайський політик, губернатор, а фактично незалежний керівник провінції Сіньцзян у 1912—1928 роках.

## Біографія
Ян Цзенсінь народився 1864 року в місті Менцзи (провінція Юньнань). Хоча за національністю він був ханьцем, він мав зв'язки з провідними мусульманськими сім'ями провінції Юньнань. Він добре знав іслам та ісламську культуру. У 1899 році склав імператорський іспит і отримав ступень цзіньши.
У 1907 році його призначили на службу у провінцію Сіньцзян. Згодом він став одноосібним лідером усунувши посади міністра Алтаю, радника Тарбагатая та генерала Ілі. Опорою влади Яна Цзенсіня була армія місцевих мусульман під керівництвом суфія Ма Юаньчжана. Після Синьхайської революції він укріпив свою владу, а повстання жорстко придушував за допомогою армії мусульманів. Його правління тримало регіон відносно мирним у порівнянні з іншими частинами Китаю, які були зруйновані війною . Однак він керував диктаторським режимом і стратив багатьох дисидентів. З іншого боку він знизив податки для казахів, уйгурів та інших меншин. Ян в значній мірі покладався на народ хуей — китайських мусульман — для забезпечення свого правління в Сіньцзяні. Їх не любили як ханьці, так і уйгури, оскільки вони мали високі посади в сіньцзянському уряді того часу.
1 липня 1928 року він визнав націоналістичний уряд у Нанкіні. 7 липня 1928 року Фан Яонан, який відповідав за зовнішні відносини в уряді Яна, вбив губернатора під час бенкету, щоб сам стати новим губернатором. Але Цзінь Шужень, яцень Яна Цзесіня, заарештував і вбив Фана. Потім Цзінь сам став новим губернатором.